# سوق عيد الميلاد

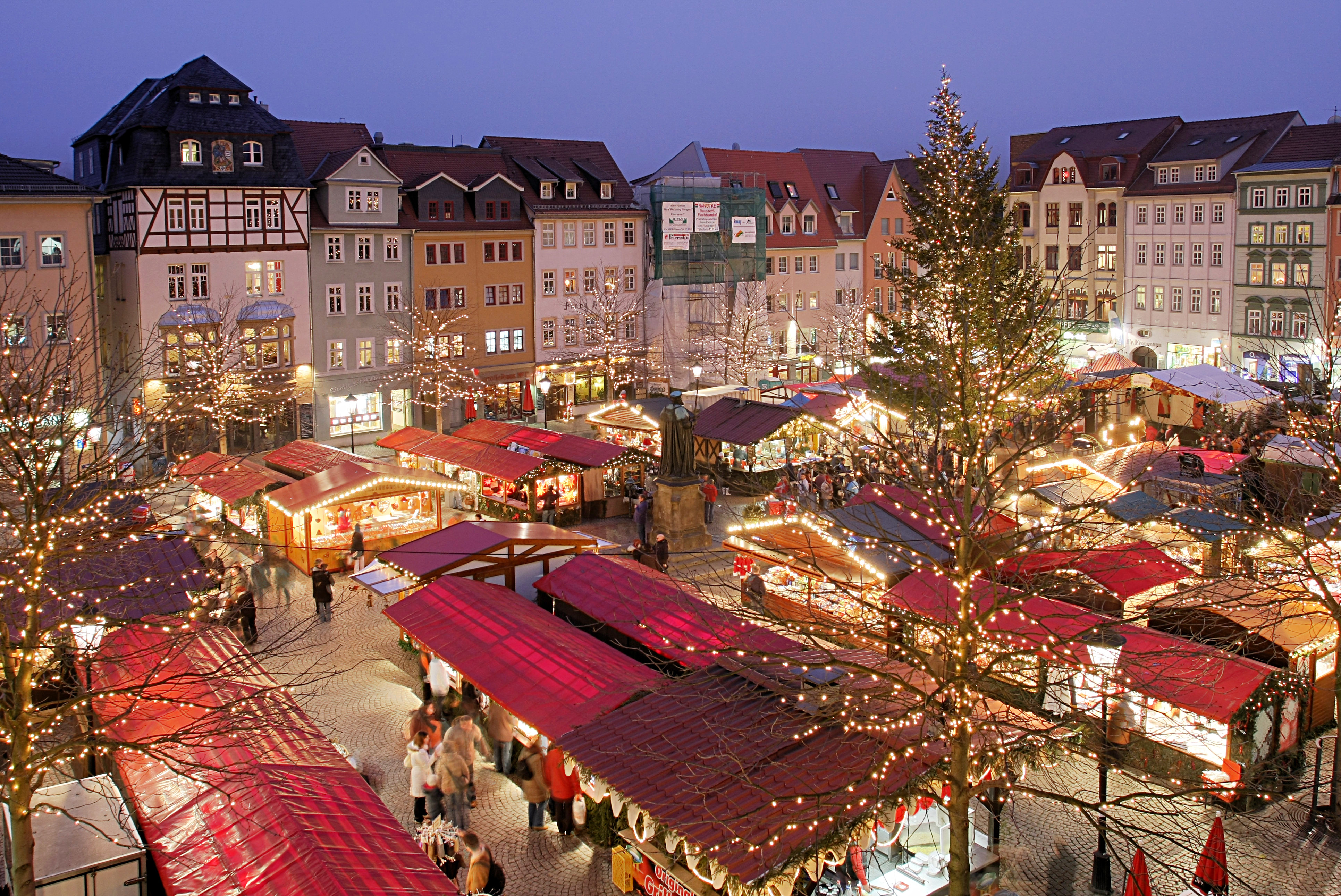
سوق لعيد الميلاد في بلدة جينا، ألمانيا.

يعتبر عيد الميلاد المناسبة الأولى من حيث إنفاق الأموال في العالم، وتترافق مع توزيع حوافز على العاملين في أغلب دول العالم. تشهد فترة التحضير للميلاد زيادة في المبيعات في جميع المجالات تقريبًا، وتقوم المتاجر بطرح منتجات جديدة لتكون هدايا العيد والزينة وغيرها من اللوازم. في الولايات المتحدة يبدأ «موسم التسوّق لعيد الميلاد» من أكتوبر، وفي كندا تبدأ الدعاية قبل عيد الهالوين، وينشط في أعقاب 11 نوفمبر وهو يوم الذكرى في البلاد. أما في المملكة المتحدة وإيرلندا يبدأ التحضير للعيد من منتصف شهر نوفمبر، وهو الوقت الذي يتم به تزيين الشوارع والساحات بأضواء وأشجار عيد الميلاد. في الولايات المتحدة، هناك إحصائيات تقول أن ربع مجموع الإنفاق الشخصي يتم خلال موسم التسوق لعيد الميلاد وعطلة العيد ورأس السنة، وتشير الأرقام الصادرة عن مكتب الإحصاء الأمريكي أن الإنفاق في المحلات التجارية على صعيد الدولة ارتفع من 20.8 مليار دولار في نوفمبر 2004 إلى 31.9 مليار دولار في ديسمبر 2004، أي نسبة الزيادة في الإنفاق بلغت 54%؛ وفي بعض القطاعات كانت نسبة الزيادات أعلى، فقد زادت نسبة مبيعات المكتبات بنسبة 100% وبنسبة 170% في محلات المجوهرات، أما فرض العمل فقد ارتفعت في العام نفسه في متاجر التجزئة الإمريكية قرابة 160,000 إلى 180,000 وظيفة خلال الشهرين السابقين للميلاد. هناك صناعات وشركات تعتمد اعتمادًا كليًا على العيد مثل طباعة إنتاج بطاقات عيد الميلاد والتي تبلغ عوائدها 1.9 مليار دولار كل عام، وبيع أشجار عيد الميلاد، وقد تم في الولايات المتحدة خلال عام 2002 قطع نحو 20,800,000 شجرة، وفي المملكة المتحدة في عام 2010 بلغت المبيعات عبر الإنترنت وحده ما يصل قيمته إلى 8 مليون جنيه إسترليني.